# Teucrium gnaphalodes
Teucrium gnaphalodes, zamarilla o zamarilla lanuda, es una especie de planta herbácea de la familia Lamiaceae, endémica de la península ibérica.

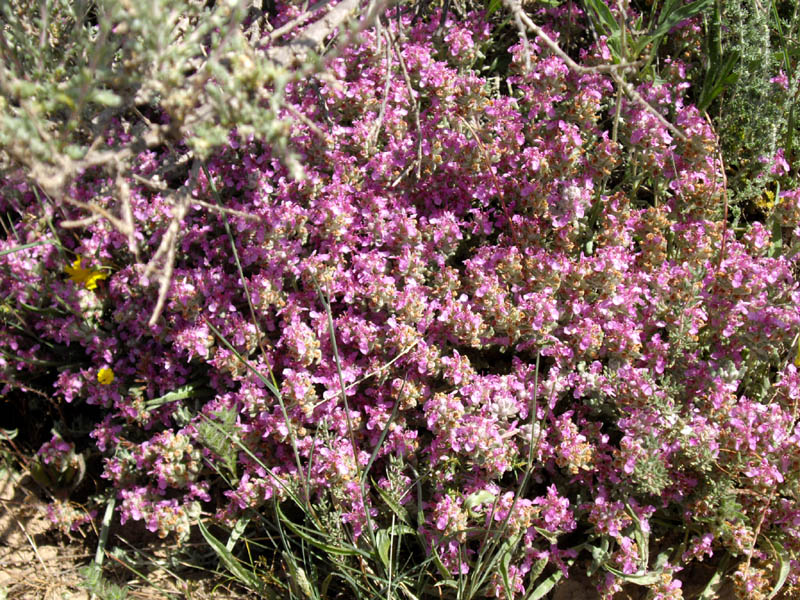
Vista de la planta

## Descripción
Es un Sufrútice de 5-25 cm de alto, cespitoso/postrado, ramificado, ocasionalmente con rizomas o estolones, aromático y, a veces, con dimorfismo estacional. Los tallos son gruesos, con entrenudos cortos, marcados, foliosos, algodonoso-tomentosos, con pelos ramificados muy largos, de ramas largas y entrelazadas; los tallos invernal-primaverales son ascendentes, a veces postrados y con rizomas o estolones, blancos, rara vez amarillentos; los primaveral-estivales erectos, blanquecinos, verdes, grisáceos o amarillos; los floríferos erectos, pubescentes, rojizos. Las hojas de 4-14 por 1-4 mm, son triangular-oblongas, oblongo-lanceoladas u oblongo-lineares, cuneadas o subcordiformes, dentadas, crenadas o lobuladas desde el tercio inferior o la mitad, con lóbulos oblongos, fasciculadas; también son revolutas, algodonoso-tomentosas, con dimorfismo estacional, las invernales grisáceas, las primaverales verdes o amarillentas. La inflorescencia de 1,3 por 2 cm, en cabezuela terminal, es formada por cabezuelas 1-1,5 por 1 cm, con 2-10 flores, esféricas o espiciformes, subsésiles o con pedúnculos de 1-1,5 cm, finos, erecto-patentes, pubescentes, foliosos, con 2 o 3 verticilos de hojas. Las brácteas son oblongas, cuneadas, crenadas o lobuladas desde el tercio superior, más largas que la inflorescencia; bractéolas superiores ovado-lanceoladas, planas, crenadas en el ápice. El cáliz, de 4,5-6 mm, es tubular, giboso, irregular, voluminoso debido al indumento denso, algodonoso-tomentoso, por dentro con pelos glandulares y otros largos, ondulados; dientes planos, triangulares, los superiores de cerca de 1 mm, triangular-obtusos, los inferiores de 1,5 mm, agudos. La corola mide 8-8,5 mm y es unilabiada, color crema, rosado o púrpura, con tubo de 4 mm, garganta de casi 2 mm; los lóbulos latero-posteriores son agudos, ciliados, y los lóbulos laterales, de 1,5 por 1 mm, son oblongos y agudos; el lóbulo central tiene 2,5-1,5 mm y es espatulado. Los frutos, en núculas, tienen 1,5 por 2,5 mm; son ovoides, reticulados, color castaño o negro. El número de cromosomas es: 2n = 26.

## Hábitat y distribución
Matorrales, tomillares, pinares y encinares, pastos, eriales pedregosos y bordes de camino, en substrato calizo, margoso o yesoso, o en gravas; crece entre 200 y 1500 m de altitud. Florece de marzo a julio.
Es especie endémica de la península ibérica, más frecuente en el este. Citada también en Melilla, sobre sustrato travertínico y terra rossa, donde está probablemente introducida, voluntariamente o no.

## Propiedades
En Teucrium gnaphalodes se encuentra en principio activo Apigetrin.

## Taxonomía
Teucrium gnaphalodes fue descrita por Charles Louis L'Héritier de Brutelle y publicado en Stirpes novae, aut minus cognitae, quas descriptionibus et iconibus Illustratae, fasc. 4, xi-xii, p. 84, Paris 1788.
Etimología
Teucrium: nombre genérico que deriva del Griego τεύχριον, y luego el Latín teucri, -ae y teucrion, -ii, usado por Plinio el Viejo en Historia naturalis, 26, 35 y  24, 130, para designar el género Teucrium, pero también el Asplenium ceterach, que es un helecho (25, 45). Hay otras interpretaciones que derivan el nombre de Teucri, -ia, -ium, de los troyanos, pues Teucro era hijo del río Escamandro y la ninfa Idaia, y fue el antepasado legendario de los troyanos, por lo que estos últimos a menudo son llamados teucrios. Pero también Teucrium podría referirse a Teûkros, en latín Teucri, o sea Teucro, hijo de Telamón y Hesione y medio-hermano de Ajax, y que lucharon contra Troya durante la guerra del mismo nombre, durante la cual descubrió la planta en el mismo período en que Aquiles, según la leyenda, descubrió la Achillea.
gnaphalodes: epíteto Latíno que significa "parecido al Gnaphalon"; derivado del Griego γναφάλίο, y luego el Latín gnaphalium, -ii,  "lana", "lanudo" y usado en Plinio el Viejo (27,lxi, 88 -"Gnaphalium aliqui chamaezelon vocant, cuius foliis albis mollibusque pro tomento utuntur; sane et similia sunt." - El Gnaphalium o chamaezelon tiene las hojas blancas y blandas: sirve como la lana de relleno a la cual se parece), para  el género botánico del mismo nombre, el Gnaphalium, que es una planta generalmente lanudo-tomentosa.
Sinonimia
- Teucrium eriocalyx Celak.
- Teucrium funkianum Willk.
- Teucrium gnaphalodes subsp. ilerdense (O.Bolòs & Vigo) O.Bolòs
- Teucrium gnaphalodes subsp. jaennense (Lacaita) Rivas Mart.
- Teucrium gnaphalodes var. jaennense Lacaita
- Teucrium gnaphalodes var. pseudoaureum Coste
- Teucrium polium var. gnaphalodes (L'Hér.) O.Bolòs & Vigo
- Teucrium polium var. ilerdense O.Bolòs & Vigo[11][12]